# ジョン・ブコビッチ
ジョン・クリストファー・ブコビッチ（John Christopher Vukovich, 1947年7月31日 -  2007年3月8日）はアメリカ合衆国カリフォルニア州サクラメント郡サクラメント出身の元プロ野球選手（内野手）、監督。右投右打。

## 経歴
1966年1月のMLBドラフト1巡目（全体10位）でフィラデルフィア・フィリーズから指名され、プロ入り。1970年9月11日にメジャーデビュー。現役時代はもっぱら控え内野手としてプレーした。1981年に引退した。
引退翌年の1982年から2004年にかけて連続してシカゴ・カブス（1982年 - 1987年）とフィリーズ（1988年 - 2004年）でコーチや監督代行を務めた。

## 詳細情報

### 背番号
- 30（1970年）
- 26（1971年）
- 21（1973年 - 1974年）
- 16（1975年）
- 22（1976年）
- 28（1977年）
- 18（1979年 - 1981年、1990年 - 2004年）
- 2（1982年 - 1987年）
- 7（1988年 - 1989年）